# Клапан
Клапанът е механично устройство, което пропуска и спира или регулира поток от флуиди (газ, течност) или управлява посоката на притока. В зависимост от конструкцията на клапана, той може да бъде еднопосочен (вентилен) и двупосочен. Според начина на управление може да бъде автономен, с ръчно и с електронно управление.

## Приложение
В най-общия случай за комплексът от клапанното устройство, тръбите към този технически възел и органите за управление се използва и термина вентил. Вентилите намират изключително широко приложение в машини, съоръжения, индустриални инсталации, в транспорта на течности и горива по тръбопроводи, в търговски и жилищни сгради. Без регулиращи клапани са невъзможни дейности в минното дело, нефтопроизводството, химическата индустрия, във ВиК арматура за топла и студена вода и др.
Наименованието клапан, обикновено се съпровожда с определение за конкретното му приложение. Например – паровъздушен клапан. Мястото за използването определя и типа на конструкцията – клапани за ниско и за високо налягане, клапани за агресивни среди, клапани съобразени с пропускания флуид от гледна точка на безопасността (особено за газовите уреди, газовата и нефтената промишленост) и др.

## Клапан в двигателите с вътрешно горене
В разговорния български език под клапан без допълнително определение обикновено се разбира клапанът в газоразпределителния механизъм на двигателите с вътрешно горене, макар че подобно устройство има и в други видове двигатели. Между специалистите е популярно и се използва наименованието на този елемент, заимстван от френски – супап.
Клапаните се използват за контрол на въздуха и притока на горивна смес към двигателния цилиндър за постигане на оптимален режим на работа. Монтирани са в цилиндровата глава на двигателя и затварят цилиндъра херметически за извършване на работния такт на двигателя. Синхронизирано с движението на коляновия вал и буталата на двигателя, двата типа клапани – всмукателен и изпускателен, отварят и затварят цилиндровото пространство за осъществяване на работния цикъл на двигателя. Управлението им се осъществява посредством гърбиците на разпределителния вал и кобилиците към него. Общото название на механизмите и частите, които задвижват и контролират работата на клапаните се нарича газоразпределителен механизъм (на английски: Valvetrain).